# Te Lafu
Te Lafu is een onbewoond eiland in het Tokelause atol Fakaofo. Te Lafu is het oostelijkste eiland en is met een lengte van 3,3 km het grootste eiland van het atol. Net ten noorden van Te Lafu ligt het eiland Talapeka, ten zuiden ervan Palea.
Akegamutu · Avaono · Falatutahi · Fale · Fenua Fala · Fenua Loa · Fugalei · Hakea · Hakea Mahaga · Heketai · Hugalu · Kaivai · Kapiomotu · Kauahua O Tanifa · Kavivave · Lapa · Logotaua · Manuafe · Manumea · Matakitoga · Metu · Motu Akea · Motu Iti · Motuloa · Motu Pelu · Mulifenua · Niue · Nukuheheke · Nukulakia · Nukumahaga Iti · Nukumahaga Lahi · Nukumatau · Ofuna · Olokalaga · Otafi Lahi · Otafi Loa · Otafi Loto · Otano · Pagai · Palea · Pataliga · Pukava · Tafolaelo · Talapeka · Te Afua Tau Lua · Te Afua Tau Tahi · Te Kau Afua O Humu · Te Lafu · Te Loto · Tenki · Te Papaloa · Vaiaha · Vini